# جيم جيلمان
جيم جيلمان (بالإنجليزية: Jim Gilman)‏ هو لاعب كرة قاعدة أمريكي، ولد في 14 يونيو 1870 في كليفلاند في الولايات المتحدة، وتوفي بنفس المكان في 21 ديسمبر 1912.

## وصلات خارجية
- جيم جيلمان على موقعبيزبول رفرنس.كوم (الدوري الرئيسي) (الإنجليزية)
- جيم جيلمان على موقعبيزبول رفرنس.كوم (الدوري الثانوي) (الإنجليزية)